# Lamezia Greco
Il Lamezia Greco è un vino DOC la cui produzione è consentita nella provincia di Catanzaro.

## Caratteristiche organolettiche
- colore: paglierino più o meno intenso
- odore: gradevole, fresco, caratteristico
- sapore: asciutto, armonico

## Abbinamenti consigliati
antipasti di mare, piatti di pesce, formaggi molli, primi leggeri.

## Produzione
Provincia, stagione, volume in ettolitri
- nessun dato disponibile